# Lionel Kieseritzky
Lionel Adalbert Felix Kieseritzky (Tartu, 1º gennaio 1806 – Parigi, 9 maggio 1853) è stato uno scacchista estone naturalizzato francese.

## Biografia
Nato a Tartu (allora Dorpat) da una famiglia di origine tedesca, insegnò matematica nella locale università fino al 1839, anno in cui si trasferì a Parigi. Nel 1838-1839 giocò un match per corrispondenza con Carl Jänisch, che fu interrotto quando lasciò l'Estonia per stabilirsi a Parigi. 
A Parigi divenne un giocatore professionista e si dimostrò inferiore solo a Louis-Charles de la Bourdonnais. Nel 1842 pareggiò un match con Ignazio Calvi (+7 –7 =1), ne vinse uno nel 1846 a Londra contro Bernhard Horwitz (+7 –4 =1) e l'anno successivo vinse una sfida di diciotto partite alla cieca contro Daniel Harrwitz (+11 –5 =2). Tornato a Parigi, si impegnò in una lunghissima serie di partite con John William Schulten, vincendo nettamente (+107 –34 =10).
Fu tra i partecipanti del torneo di Londra 1851, il primo torneo internazionale della storia degli scacchi, disputato con la formula dell'eliminazione diretta. Ebbe la sfortuna di incontrare al primo turno Adolf Anderssen, che avrebbe poi vinto il torneo, perdendo +0 –2 =1. 
Durante le pause del torneo giocò una partita amichevole con Anderssen, che è ora nota come L'immortale. Pur perdendo questa partita, fu lui a pubblicarla mentre era editore della rivista francese La Régence. Si classificò secondo nello stesso anno nel torneo del London Chess Club. La versione del gambetto di re (1. e4 e5 2. f4 exf4 3. Cf3 g5 4. h4 g4 5. Ce5), che prende il suo nome, è considerata migliore del gambetto Allgaier (5. Cg5), perché il Bianco non è costretto a sacrificare il Cavallo in f7 e tende con questa mossa ad eliminare i due pedoni neri sulla quarta traversa, senza tralasciare le possibilità offensive che derivano dalla precoce apertura delle colonne.